# Poa arctica var. stricta
Poa arctica var. stricta là một phân loài cỏ trong họ hòa thảo, thuộc chi poa.